# Usina Hidrelétrica Isamu Ikeda
A Usina Hidrelétrica Isamu Ikeda fica localizada no Rio Balsas - Bacia do Tocantins - entre os municípios de Ponte Alta do Tocantins e Monte do Carmo, entre serras. Na época de sua construção, seu acesso era difícil. Para se ter uma ideia, era necessário a criação de um aeroporto, mas encontravam-se terras planas à aproximadamente 15 quilômetros do canteiro de obras. Foi criado, então, uma usina com capacidade de geração de 30 megawatts, é a terceira maior usina do Tocantins.
Foi construída em 1982, pelo governador Ary Ribeiro Valadão, quando a região ainda era parte do estado de Goiás.
O seu nome deve-se ao engenheiro que a projetou, que em certo dia, dando uma volta no lago formado pela barragem do rio de canoa, a mesma afundou e o engenheiro veio a óbito.
Hoje o acesso a região se encontra mais fácil, pois a rodovia se encontra asfaltada de Porto Nacional ate Ponte Alta, portal de Jalapão.